# Geothermisches Informationssystem
Das Geothermische Informationssystem (GeotIS) ist ein frei zugängliches Informationssystem für mitteltiefe bis tiefe Geothermie in Deutschland, betrieben vom LIAG-Institut für Angewandte Geophysik. Das Ziel des GeotIS ist die Qualitätsverbesserung bei der Projektierung geothermischer Anlagen und die Minimierung des Fündigkeitsrisikos. Das System ist für jeden frei über das Internet zu erreichen und wird auf diese Weise ständig aktuell gehalten. Das Projekt wird vom Bundesministerium für Umwelt, Naturschutz und Reaktorsicherheit (BMU) gefördert.

## Das Projekt
Das Geothermische Informationssystem bietet seinen Nutzern eine Zusammenstellung von Daten und Informationen über tiefe Aquifere in Deutschland, die für eine geothermische Nutzung in Frage kommen. Im Grunde ist es als digitale Variante eines Geothermie-Atlasses zu sehen, der weitgehend maßstabsunabhängig ist und stets in der aktuellen Auflage zur Verfügung steht. Sowohl geowissenschaftliche Basisdaten als auch aktuelle Erkenntnisse und Ergebnisse werden bereitgestellt und kontinuierlich ergänzt. Trotz der vielen eingehenden Daten wird GeotIS aber keine lokale Machbarkeitsstudie ersetzen. Das System steht im Bereich Geothermische Potentiale seit Mai 2009 über das Internet frei zur Verfügung, wobei die Eigentumsrechte an den Basisdaten in geeigneter Weise berücksichtigt werden müssen.
Ein weiteres Produkt dieses Projektes ist das Verzeichnis Geothermischer Standorte, welches einen Überblick über geothermische Anlagen in Deutschland bietet.
Im LIAG angefertigte und zum Download verfügbare Karten des Temperaturfeldes im Untergrund Deutschlands ermöglichen Einblick in verschiedene Tiefen.

## Geothermische Standorte

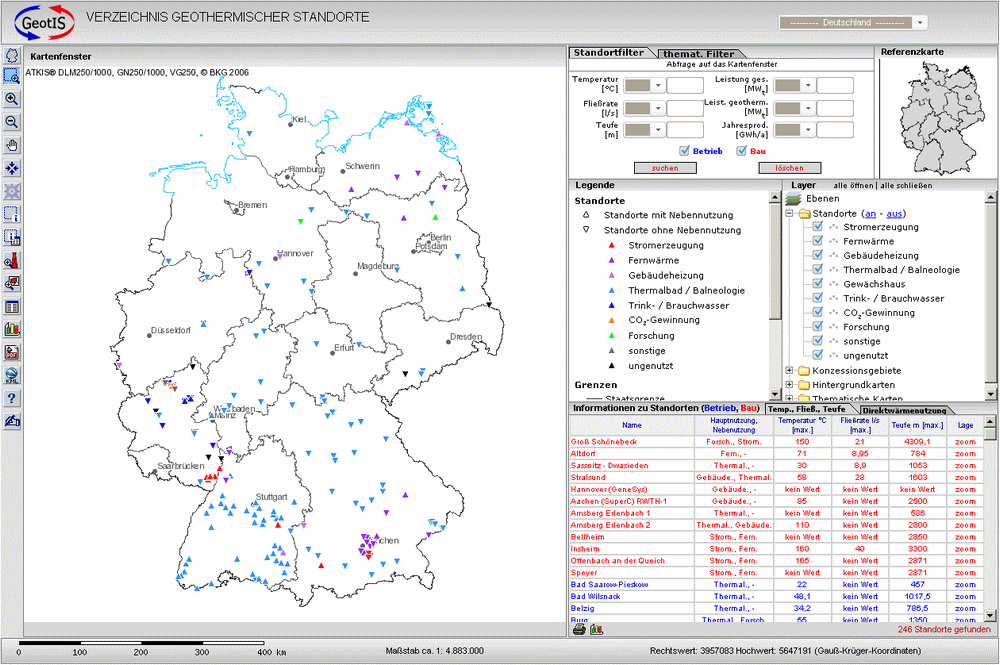
Geothermische Standorte

Das Verzeichnis Geothermischer Standorte ist ein im Internet verfügbares Auskunftssystem über tiefe geothermische Anlagen in Deutschland, die sich in Betrieb oder im Bau befinden. Anlagen, die oberflächennahe Geothermie nutzen, sind in das Verzeichnis nicht aufgenommen. Basis der Darstellung ist eine Deutschlandkarte mit den Verwaltungsgrenzen. Des Weiteren kann sich der Benutzer die einzelnen Bundesländer über eine Auswahlbox anzeigen lassen, wobei u. a. auf die jeweilige zuständige Fachbehörde verwiesen wird.
Zu den einzelnen geothermischen Anlagen, die anhand ihrer Symbole in die verschiedenen Nutzungsarten unterschieden werden (balneologische Nutzung, Stromerzeugung etc.), sind – soweit vorhanden – Informationen per Mausklick abrufbar. Der Benutzer kann zwischen verschiedenen Karteninhalten auswählen, z. B. Topographie (DLM 250), Energieverbrauch und Einwohnerdichte. Die Darstellung der Standorte erfolgt mittels UMN MapServer.

### Entstehung
Der Personenkreis Tiefe Geothermie der Ad-hoc-Arbeitsgemeinschaft Geologie des Bund-Länder-Ausschuss Bodenforschung (BLA-GEO) hat ein Verzeichnis aller geothermischen Anlagen in Deutschland erstellt. Diese Tabelle umfasst geothermische Anlagen in Deutschland in Betrieb, Bau und Planung. Im Internet werden jedoch nur die Standorte veröffentlicht, die sich bereits in Betrieb und in Bau befinden. Im Bau bedeutet, dass mindestens eine Bohrung abgeteuft worden ist.
Die Einzeldaten stammen von den Vertretern der geologischen Dienste der Länder. Für die Vollständigkeit und Richtigkeit der Angaben wird keine Gewähr übernommen.

## Geothermische Potentiale

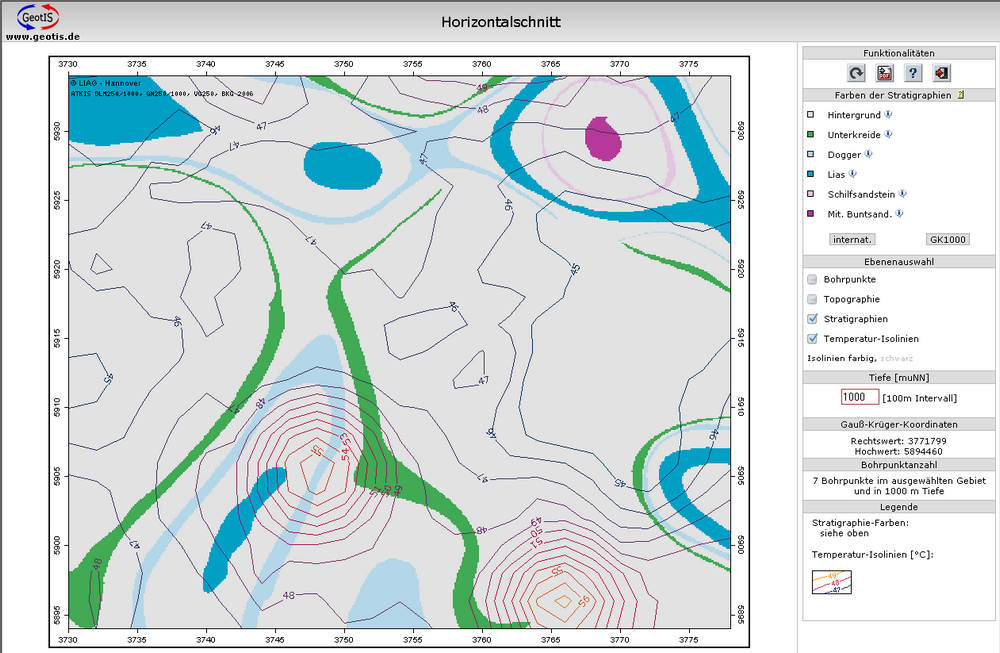
Horizontalschnitt in 1000 Meter Tiefe mit eingeblendeten Stratigraphien und Temperatur

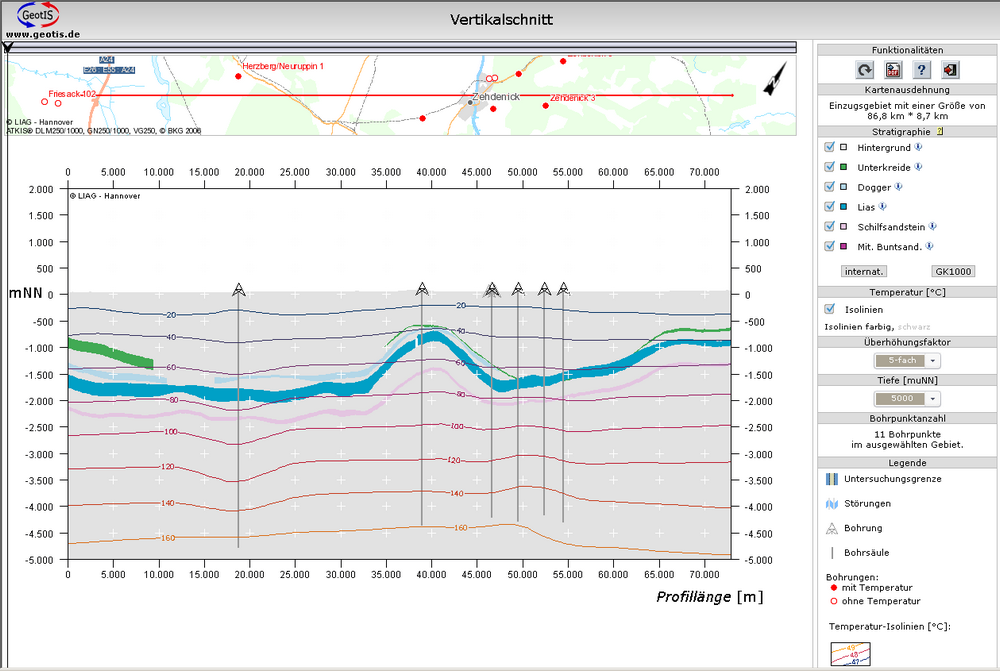
Vertikalschnitt mit eingeblendeten Stratigraphien und Temperatur

Datengrundlage für das Informationssystem Geothermische Potentiale sind zum einen mehr als 30.000 Bohrungen; das sind überwiegend Erdöl-Erdgas-Bohrungen, aber auch Geothermie-, Thermal- und Mineralwasserbohrungen sowie Bergbaubohrungen. Einen weiteren Bestandteil bilden die hydraulischen Daten (Porositäts- und Permeabilitätswerte, Teste) aus dem Fachinformationssystem Kohlenwasserstoffe des Landesamtes für Bergbau, Energie und Geologie (LBEG), den Datenbeständen der Projektpartner und dem Hauptspeicher Bohrungsdaten aus der ehemaligen DDR. Ebenfalls im System eingearbeitet sind die Temperaturdaten aus dem Fachinformationssystem Geophysik des LIAG und die Strukturdaten aus diversen Kartenwerken und Arbeiten der Projektpartner.
Geologische Profile, geothermisches Kartenmaterial und Basisdaten aus Datenbanken werden zu 3D-Untergrundmodellen aufbereitet. Diese Modelle bilden die wichtigste Datengrundlage des Informationssystems.
Die Recherche in GeotIS erfolgt ausschließlich über das Internet. Die Recherche-Oberfläche ermöglicht die dynamische Generierung von interaktiven Karten, in denen Fachinformationen mit topographischen und statistischen Daten kombiniert werden. Detaillierten Einblick in den Untergrund bieten dynamisch generierte Vertikal- und Horizontalschnitte bis in eine Tiefe von 5000 m unter NN. Der Vertikalschnitt ist im Prinzip ein geologisches Profil. Neben dem Verlauf geothermisch relevanter stratigraphischer Horizonte werden auch naheliegende Bohrungen abgebildet; zusätzlich kann der Temperaturverlauf in Form von Isolinien eingeblendet werden. Der Horizontalschnitt ermöglicht einen Blick sowohl auf die laterale Temperaturverteilung als auch auf die Stratigraphie in einer bestimmten Tiefe. Des Weiteren ist es möglich, die Temperaturverteilung an Basis oder Top einer stratigraphischen Einheit darzustellen.